# Menzy Coco
Menzy Coco (sinh ngày 22 tháng 12 năm 1989) là một cầu thủ bóng đá người Mauritius hiện tại thi đấu cho Curepipe Starlight ở Mauritian League ở vị trí tiền vệ.

## Sự nghiệp

### Sự nghiệp chuyên nghiệp
Coco bắt đầu sự nghiệp chuyên nghiệp năm 2010 cùng với ASPL 2000.

### Sự nghiệp quốc tế
Coco có trận đấu đầu tiên cho Mauritius vào tháng 10 năm 2010 in an AFCON qualifying match trước Sénégal. His second cap came vào tháng 3 năm 2011, in another AFCON qualifier, trước CHDC Congo.